# Pala delle Convertite

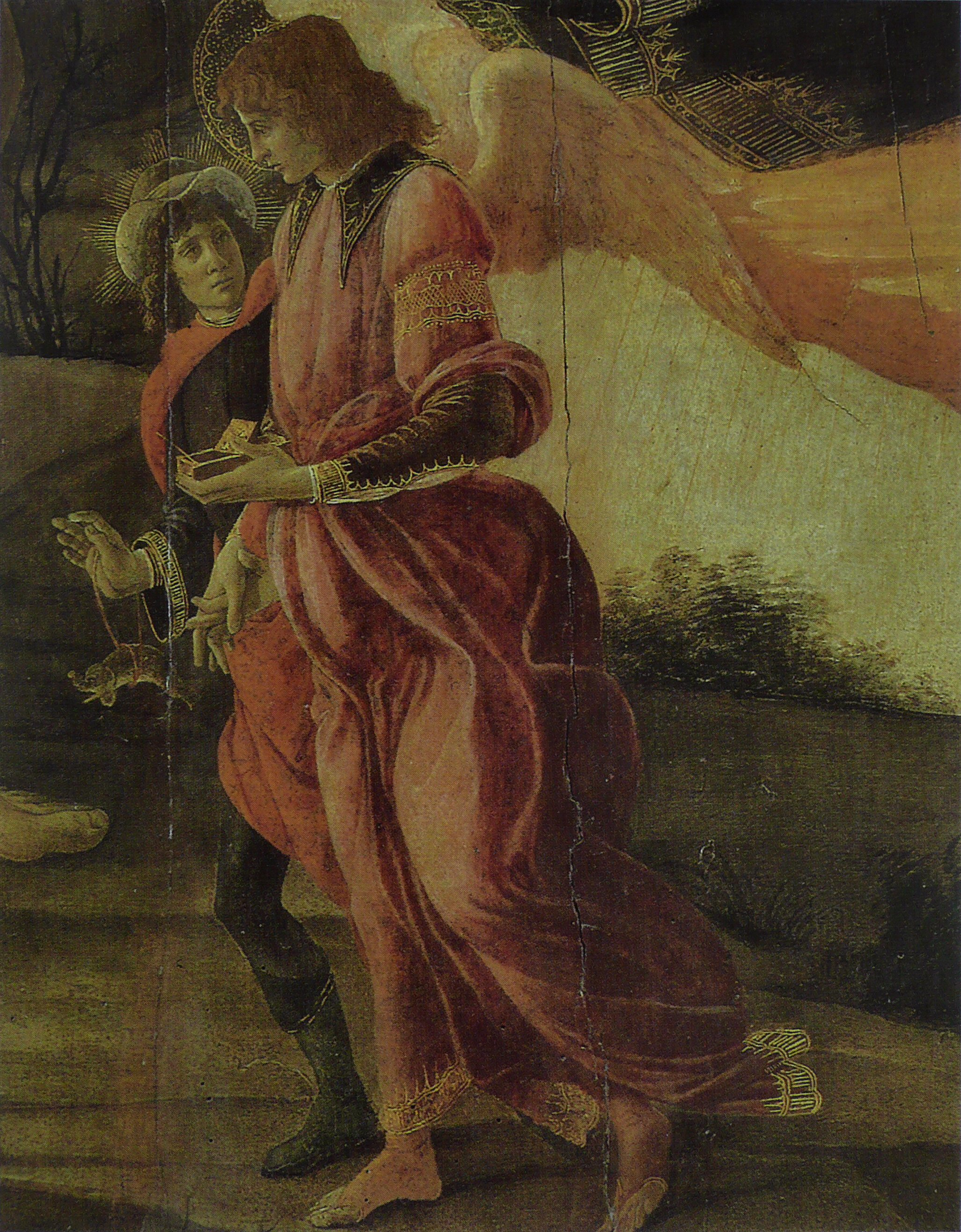
Dettaglio (arcangelo Raffaele e Tobia)

La Pala delle Convertite è un dipinto a tempera su tavola (215x192 cm) di Sandro Botticelli, databile al 1491-1493 circa e conservata nella Courtauld Gallery a Londra.

## Storia
La pala deriva dalla chiesa di Santa Elisabetta delle Convertite a Firenze, dove era stata finanziata dall'Arte dei Medici e Speziali. Il monastero ospitava prostitute pentite o coloro che avevano deciso di convertirsi alla fede cattolica, per questo la figura di riferimento era Maria Maddalena a cui è dedicata la pala. Fu citata da tutte le fonti cinquecentesche, cioè il libro di Antonio Billi, l'Anonimo Gaddiano, Vasari e Borghini, che tuttavia non la descrivono, tanto che Gamba ipotizzò che la tavola originaria fosse quella che oggi viene chiamata Pala di Sant'Ambrogio agli Uffizi, ipotesi negata dalla Yashiro per la mancanza di santi legati alla chiesa, a parte una composta Maddalena e i santi Cosma e Damiano protettori dell'Arte dei Medici e Speziali.
Con la soppressione del 1808 il patrimonio dell'istituzione sacra venne disperso. La pala in particolare venne separata dai pannelli della predella, che oggi si trovano al Philadelphia Museum of Art.

## Descrizione e stile
La pala mostra la Trinità (Gesù crocifisso, Dio Padre e la colomba dello Spirito Santo) entro una mandorla con serafini. Questa visione divina si trova sullo sfondo di un cielo inquadrato ai lati da due speroni rocciosi, davanti ai quali si trovano Maria Maddalena in un'intensa espressione di preghiera e san Giovanni Battista, protettore di Firenze, che come al solito indica il centro della scena.
La figura della Maddalena ricorda le rappresentazioni scultoree che in quegli anni erano state prodotte: quella di Donatello (1453-1455) e quella di Desiderio da Settignano (1455 circa), avvicinandosi più alla seconda per la maggiore compostezza, un po' retorica, e un gusto più idealizzato.
In basso, di dimensioni molto ridotte, si trovano l'arcangelo Raffaele con Tobia, che reca in mano il tradizionale pesce che l'angelo gli fece catturare per salvare suo padre malato. Raffaele era protettore dell'Arte dei Medici e Speziali.

### Predella
La predella della pala, dedicata alle Storie di Maria Maddalena, era anticamente un unico pannello, che venne segato in più parti all'epoca della dispersione:
- Maddalena che ascolta la predica di Cristo, 18x42 cm, Filadelfia, Philadelphia Museum of Art
- Festa in casa di Simone, 18x42 cm, Filadelfia, Philadelphia Museum of Art
- Noli me tangere, 18x42 cm, Filadelfia, Philadelphia Museum of Art
- Comunione e assunzione della Maddalena, 18x42 cm, Filadelfia, Philadelphia Museum of Art

Predella della Pala delle Convertite